# I Just Wanna
«I Just Wanna» es una canción de la banda americana de hard rock Kiss, escrita por el cantante y guitarrista Paul Stanley junto al exguitarrista de la banda, Vinnie Vincent. Es la undécima pista de su álbum de 1992 Revenge, del cual fue lanzado como sencillo. La canción ha sido tocada en vivo en todos los conciertos del "Revenge Tour". En 1994, dejó de ser ejecutada. La letra del tema es básicamente una proclamación de libertinaje y rebeldía adolescente. De este tema también Kiss ha hecho su correspondiente videoclip.

## Créditos
- Paul Stanley - voz, guitarra
- Bruce Kulick - guitarra
- Gene Simmons - bajo
- Eric Singer - batería